# Meu Clamor (álbum de Marcelo Domingues)
Meu Clamor é um álbum do Marcelo Domingues, lançado em 2005 pela Line Records.

## Faixas
1. Meu Clamor
2. Pode Alguém
3. Sou Grato ao Senhor
4. Não Há Barreiras
5. Fonte
6. Seguro Estou
7. Justiça do Senhor
8. Tesouro Precioso
9. Dê uma Chance
10. Escuta a Minha Oração
11. Já Venci
12. Decisão
13. Tua Glória em Minha Vida